# Логинов, Владимир Ильич
Владимир Ильич Логинов (21 декабря 1952, Ленинград, СССР) — российский яхтсмен, вице-президент Санкт-Петербургского парусного союза (СППС), Вице-президент Всероссийской федерации по парусному спорту, мастер спорта международного класса по парусному спорту.

## Биография
Четырёхкратный чемпион Советского Союза по парусному спорту в различных классах яхт, двукратный чемпион Профсоюзов СССР, победитель многих международных регат, мастер спорта международного класса.
В. И. Логинов получил высшее образование в Ленинграде в художественно-промышленном училище им. Мухиной. Начиная с 1975 г. работал художником-дизайнером в ЛТИ им. Ленсовета. С 1978 по 1983 гг. руководил Водно-спортивной базой Ленинградского института водного транспорта. Участвовал в разработке проектов и строил яхты, применяя новейшие технологии. В 1993 году основал собственную компанию «Альтаир».
В 1996 году Владимир Логинов возродил в Петербурге Международную Балтийскую регату и довел её до уровня крупнейших соревнований по парусному спорту в России, признанных в мире.
В 2000 году был избран Президентом СППС (который бессменно возглавлял до 2009 года) и вице-президентом Всероссийской федерации парусного спорта. Он всячески способствует тому, чтобы СППС действовал в соответствии с традициями Российского парусного гоночного союза и был признан мировой парусной общественностью. На соревнования, которые проводятся под руководством В. И. Логинова приезжают настоящие знаменитости, в том числе многократные олимпийские чемпионы, чемпионы мира и даже Принц-консорт Дании Хенрик.
Благодаря поддержке Владимира Логинова в Петербурге и России сохранились классы яхт «Звездный» и «Дракон».
Кроме того, первый в России производитель лицензионных яхт-швертботов для детей «Оптимист» и нового международного класса яхт «Зумм-8», производитель старейшего королевского класса яхт «Дракон». 
В 2005 Владимир Ильич Логинов провёл первый в России Чемпионат мира среди юниоров в олимпийском классе яхт «470».
1996 г. — награждён юбилейной медалью «300-лет Российскому Флоту».
2003 г. — награждён Федерацией парусного спорта Финляндии орденом за вклад в развитие Парусного спорта и юбилейной медалью «300 — лет Санкт-Петербургу»
2004 г. — международная награда «Лавры Славы» за высокие профессиональные достижения и вклад в укрепление национальной экономики и орденом «Звезда Созидания» за вклад в развитие парусного спорта, в 2005 году орденом «Звезда Мецената», орденом «Королевы Виктории» за вклад в развитие парусного спорта.
2006 г. — победитель кубка «Национальная Слава России» за благотворительность и поддержку национальных видов спорта, орденом «Звезда Отечества» за выдающиеся заслуги перед Отечеством способствующие экономическому и социальному процветанию России и звание члена-корреспондента Международной академии экономики и финансов.
2006 г. — инаугурация в Рыцари Мальтийского Ордена — «Иоанна Иерусалимского».
11 мая 2006 г. — главная Всероссийская премия «Российский Национальный Олимп», ООО «Альтаир Руспол»  как выдающиеся предприятия среднего и малого бизнеса в номинации — Наука. Технологии и почетный знак «За честь и доблесть», Академик Первой Российской Национальной Академии Культуры Меценатства и Благотворительности,
Ноябрь 2006 г. — один из первых лауреатов премии имени Людвига Нобеля за высокие профессиональные достижения.
В. И. Логинов — автор учебника «Яхтенное дело», составленного из материалов, необходимых для обучения современным походам под парусами и гонкам. Это учебное пособие восполнило пробел, существовавший в специальной литературе с 1960-х гг.
Четырёхкратный чемпион Советского Союза в разных классах яхт, двукратный чемпион Профсоюзов СССР, победитель многих международных регат, мастер спорта международного класса.
С декабря 2012 года — эксклюзивный владелец прав на производство международного швертбота Zoom8.

## Увлечения
Ударник в рок-группе "Oldies but Goldies".